# Reithrodontomys gracilis
Reithrodontomys gracilis е вид гризач от семейство Мишкови (Muridae). Видът не е застрашен от изчезване.

## Разпространение и местообитание
Разпространен е в Белиз, Гватемала, Коста Рика, Мексико (Чиапас и Юкатан), Никарагуа, Салвадор и Хондурас.
Обитава гористи местности, долини, храсталаци, крайбрежия, плажове и плата.

## Описание
На дължина достигат до 7,3 cm, а теглото им е около 12,5 g.
Популацията на вида е стабилна.